# John W. Hall
John Wood Hall, född 1 januari 1817 i Frederica i Delaware, död 23 januari 1892 i Frederica i Delaware, var en amerikansk demokratisk politiker. Han var Delawares guvernör 1879–1883.
Hall var en framgångsrik köpman i Delaware. År 1879 efterträdde han John P. Cochran som guvernör och efterträddes 1883 av Charles C. Stockley. Hall avled 1892 och gravsattes på Barratt's Chapel Cemetery i Kent County i Delaware.